# Геннадий Схоларий

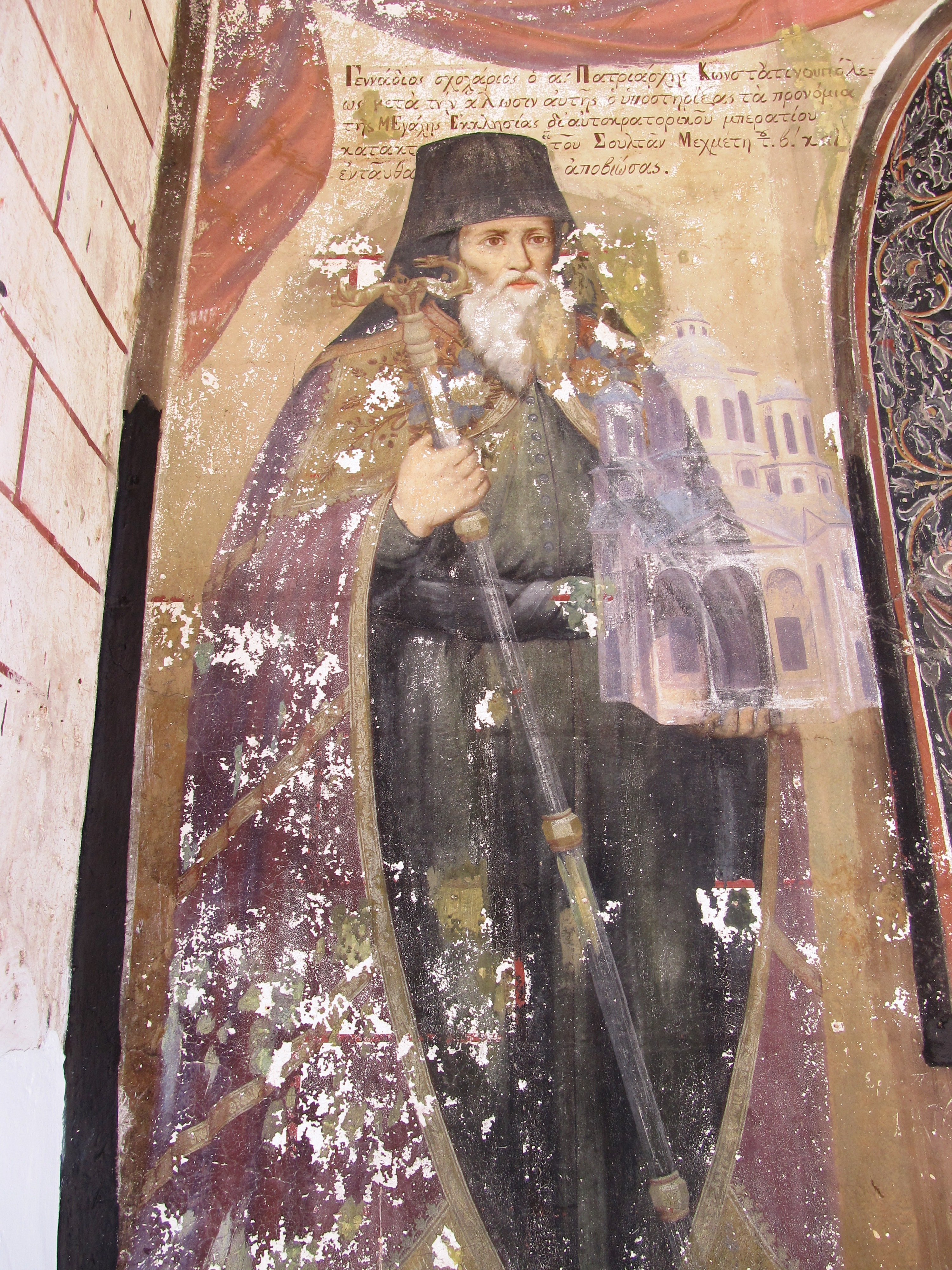
Геннадий Схоларий на настенной фреске в монастыре в Серре

Патриа́рх Генна́дий II Схола́рий (греч. Πατριάρχης Γεννάδιος ὁ Σχολάριος, в миру — Георгий Куртесий, греч. Γεώργιος Κουρτέσιος; ок. 1400, Константинополь — 1472/1473, монастырь Продрома близ Серр) — константинопольский патриарх (6 января 1454 — май 1456; 1463 (?); август 1464 — август 1465 (?)), первый патриарх после прекращения существования Византийской империи.

## Сторонник унии
Родился предположительно в Константинополе около 1400 года. По-видимому Георгий происходил из достаточно состоятельной семьи. По меньшей мере у него были средства получить весьма основательное образование. Среди своих наставников он называет таких известных представителей византийской образованности как Марк Евгеник, Иоанн Хортасмен, Иосиф Вриенний, Макарий Афонский.
Император Иоанн VIII Палеолог сделал Георгия государственным судьей и членом верховного совета. Когда Иоанн VIII и константинопольский патриарх Иосиф II по приглашению папы Евгения IV отправились в Феррару в 1438 году и потом в 1439 году во Флоренцию для переговоров об унии, в свите их находился и Георгий. Как светский человек, он не мог участвовать в соборных заседаниях, но тем не менее способствовал делу унии: этой цели служили сделанные на соборе три речи его (о пользе, трудности и возможности унии) и воззвание к грекам об угрожающей от турок опасности и о неотложной необходимости изыскивать средства защиты. Когда греки были стеснены во Флоренции латинянами, Георгий оставил Флоренцию.

## Противник унии
Узнав по возвращении в Константинополь, что уния решительно осуждается клиром и народом, он присоединился к главному её противнику Марку Эфесскому, своему другу и духовному отцу. После смерти Марка в 1447 году Георгий стал главой противников унии и издал целый ряд полемических сочинений. Вражда к унии расстроила отношения Георгия с императором Иоанном VIII и ещё более с его братом и наследником императором Константином (правившим в 1448—1453 годах). В 1450 году он принял монашество с именем Геннадий.
29 мая 1453 Константинополь был взят войсками османского султана Мехмеда II. Геннадий, как и многие жители Константинополя, попал в рабство и был увезён в Адрианополь. Приблизительно в конце 1453 года султан велел христианам избрать патриарха «сообразно своей вере». Вероятно этот поворот политики султана и привёл к освобождению Геннадия из рабства. На Богоявление 1454 года он единодушно был избран Константинопольским патриархом. По желанию султана Геннадий составил для него изложение главных догматов христианской веры.
Патриарх делал все, что было возможно для облегчения тяжкой участи своих единоверцев. Ввиду бедственного положения византийцев после катастрофы 1453 года и разрушении семей, в целях снисхождения (икономии) патриарх Геннадий счёл возможность признать браки, сложившиеся в условиях разрушений, бегства и гибели людей каноничными. Это вызвало недовольство среди ревнителей канонических норм (акривии). Среди наиболее активных критиков патриарха — Мануил Христоним, будущий Константинопольский патриарх. В силу ли только этих причин, или же были и иные, в начале 1456 года, он был вынужден сложить свои полномочия. Однако последующие два патриарха в вопросах повторных браков придерживались той же политики.
По оставлении кафедры Геннадий удалился в монастырь Святого Иоанна Крестителя, где и умер, как полагают, в 1473 году. За это время бывший патриарх ещё дважды посетил Константинополь, как он писал, неволею. Что касается этих невольных посещений кафедрального города, ряд учёных считает, что связаны они были с повторным восшествием Геннадия на Константинопольскую кафедру.

## Творения
Общее количество сочинений Геннадия около ста. Некоторые из них изданы не полностью, многие остаются в рукописи, о подлинности некоторых идёт дискуссия. По содержанию они делятся на философские (толкования Аристотеля, Порфирия, переводы с латинского — Фомы Аквинского и другие) и богословские (по поводу унии и против латинян, изложение христианских догматов, против иудеев, мусульман, против язычествующих философов, много проповедей, писем и гимнов). Труды Геннадия включены в 160-й том патрологии Миня (Patrologia Graeca).